# Monte Pelvo (Pic de Caramantran)
Il Monte Pelvo (3.021 m s.l.m. - Pic de Caramantran in francese) è una montagna delle Alpi Cozie (sottosezione alpina Alpi del Monviso). Si trova sul confine italo-francese tra l'alta Val Varaita e il Queyras ed interessa il comune italiano di Pontechianale (CN).
La quota della montagna è indicata in 3021 m sulla cartografia italiana IGM, ed in 3025 m su quella francese IGN. I versanti francesi della montagna ricadono nel Parco naturale regionale del Queyras.

## Caratteristiche
La montagna sorge a poco più di un km in linea d'aria a sud-ovest del Colle dell'Agnello ed è separata da questo, per cresta, dalla vicina Punta dell'Alp (3.031 m).
Lo spartiacque principale prosegue verso sud formando il Colle di Saint Veran (2.844 m, percorso da un sentiero), che divide il Pelvo dalla Rocca Bianca.
Il Pelvo presenta un versante meridionale che scende verso il Vallone del Rio Saint Veran, tributario del Varaita.
I due versanti francesi (nord-est e ovest) sono rivolti rispettivamente verso il Vallone dell'Aigue Agnelle e verso quello dell'Aigue Blanche, due torrenti che confluiscono nei pressi di Molines-en-Queyras.
In corrispondenza della cima si diparte verso nord dal crinale principale una costiera che separa i due valloni francesi e che collega il Pelvo con il Colle di Chamoussiere (2.884 m).
Il termine Pelvo è un toponimo piuttosto diffuso nelle Alpi Occidentali e deriverebbe da una voce celtica indicante una scoscesa montagna rocciosa.

## Ascensione alla vetta
La via di salita normale per chi proviene dal versante italiano parte qualche centinaio di metri a valle del Colle dell'Agnello, sul lato francese, raggiunge il Colle di Chamoussiere e di qui risale l'ampia e poco inclinata cresta nord della montagna.
Un'alternativa, soprattutto per chi proviene dal versante francese, è quella di raggiungere il colle di Saint-Véran e da qui salire alla vetta seguendo la cresta meridionale.

### Ascensione invernale
Data la sua relativa facilità la montagna è raggiungibile con gli sci da sci alpinismo e, per i cicloalpinisti più esperti, anche in MTB.

### Cartografia
- Cartografia ufficiale IGM scala 1:25.000 e 1:100.000, consultabile sul Portale Cartografico Nazionale
- Istituto Geografico Centrale, Carta dei sentieri scala 1:50.000 n.6 Monviso, e scala 1:25.000 n. 106 Monviso - Sampeyre - Bobbio Pellice
- Sistema Informativo Territoriale della Provincia di Cuneo, con base cartografica 1:10.000